# Jean Swank
Jean Hebb Swank je astrofyzička známá především svým výzkumem černých děr a neutronových hvězd.

## Vzdělání
V roce 1961 získala Swank na Bryn Mawr College bakalářský titul v oboru fyzika. V roce 1967 jí byl na Kalifornském technologickém institutu udělen titul PhD, taktéž z fyziky.

## Akademická kariéra
V letech 1966 až 1969 vyučovala jako odborná asistentka fyziku na California State University. V letech 1961 až 1971 působila na Chicago State University. V roce 1971 se přestěhovala do Ankary, kde začala pracovat na Middle East Technical University jako odborná asistentka.

## Kariéra v NASA
S NASA Swank spolupracovala poprvé jako výzkumnice pro Národní akademii věd Spojených států amerických a to v Goddardovo kosmickém středisku. Swank byla vedoucí výzkumnicí projektu Proportional Counter Array (PCA) a podílela se na vývoji Rossi X-ray Timing Exploreru. V roce 1999 jí byla udělena Bruno Rossi Prize.
Byla zvolena hlavní poradkyní projektu Gravity and Extreme Magnetism Small Explorer (GEMS). Tento projekt byl v roce 2012 z důvodu překročení rozpočtu o 20 až 30 procent zrušen.
V roce 2013 jí byla udělena NASA Distinguished Service Medal.